# Lebadea bankana
Lebadea bankana är en fjärilsart som beskrevs av Hans Fruhstorfer 1913. Lebadea bankana ingår i släktet Lebadea och familjen praktfjärilar. Inga underarter finns listade i Catalogue of Life.